# Pertusaria glomelliferica
Pertusaria glomelliferica är en lavart som beskrevs av Elix & A. W. Archer. Pertusaria glomelliferica ingår i släktet Pertusaria och familjen Pertusariaceae.   Inga underarter finns listade i Catalogue of Life.